# Parabadminton

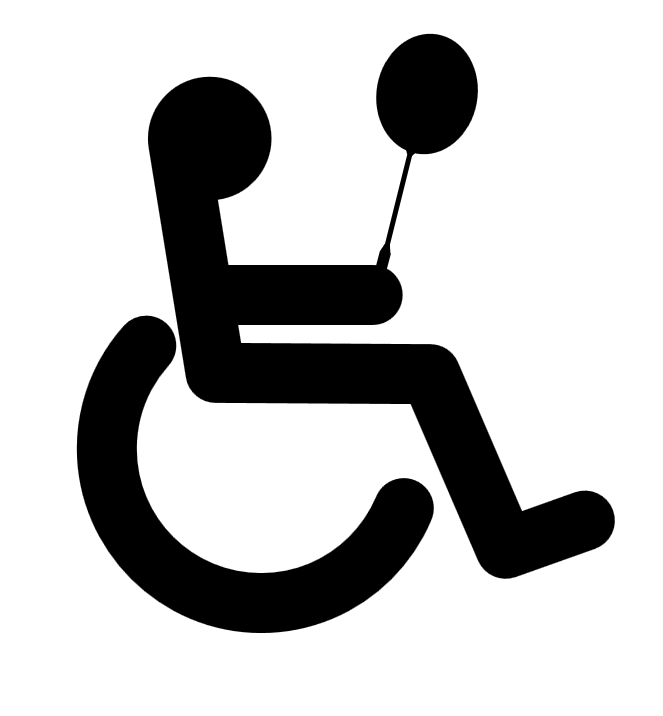
Parabadminton wird oft in Rollstühlen gespielt

Parabadminton (auch Para Badminton) ist eine Variante von Badminton für Menschen mit Körperbehinderung. Anhand der Behinderung erfolgt eine Einteilung in Wettkampfklassen, beispielsweise für Personen mit Rollstuhl oder mit Prothesen. Grundlage des Spiels ist das übliche Badminton-Regelwerk. Je nach Spielklasse wird die Feldgröße verändert. Die Netzhöhe wurde Ende 2011 für alle Sportklassen auf 1,55 m erhöht, was nun der normalen Badmintonhöhe entspricht. Vorher war die Höhe für die Rollstuhl- und kleinwüchsigen-Klassen auf 1,40 m festgelegt.
Parabadminton ist seit 2011 in die Badminton World Federation (BWF) integriert und war 2021 in Tokio erstmals Teil der Paralympischen Spiele.

## Regeln
Die Regeln im Parabadminton entsprechen weitestgehend den Badmintonregeln für nichtbehinderte Sportler, wurden jedoch an einigen Stellen angepasst. Je nach Art der Behinderung erfolgt die Einteilung in eine von sechs Spielklassen. Es existieren die Spielklassen WH 1 und WH 2 für Rollstuhlfahrer, SL 3, SL 4 und SU 5, in denen stehend gespielt wird, und SH 6 für Kleinwüchsige. Die Netzhöhe beträgt standardmäßig 1,55 m; beim Einzel wird in drei der sechs Klassen nur auf einem Halbfeld gespielt.

## Organisationen
Parabadminton in Deutschland wird durch den Deutschen Rollstuhl-Sportverband und den Deutschen Badminton-Verband organisiert, die miteinander kooperieren. In Deutschland gibt es zurzeit etwa 30 Sportvereine, die Parabadminton anbieten. Weltweit erfolgte die Organisation ab 1994 über den Weltverband Para-Badminton World Federation, der 2011 in die Badminton World Federation (BWF) integriert wurde. Seitdem ist die BWF für Spieler mit und ohne Behinderung gleichermaßen zuständig.
Seit 1995 wurden neun Parabadminton-Europameisterschaften ausgetragen, drei davon in Dortmund. Ebenfalls seit den 1990er-Jahren werden Parabadminton-Weltmeisterschaften ausgespielt. Europameisterschaften werden in Jahren mit gerader Jahreszahl, Weltmeisterschaften in Jahren mit ungerader Jahreszahl ausgetragen. 2007 wurde eine BWF-IBAD-Bewerbung um Aufnahme in die Paralympischen Spiele London 2012 eingereicht, welche jedoch nicht erfolgreich war. Auch die PBWF-Bewerbung zur Aufnahme in die Paralympischen Spiele von Rio 2016 war nicht erfolgreich. Bei den Paralympischen Spielen 2020 in Tokio wurden erstmals auch Wettkämpfe im Parabadminton durchgeführt.

### IBAD - International Badminton Association for Disabled
Die International Badminton Association for Disabled wurde am 17. Juni 1995 in Stoke Mandeville als Dachverband für Behinderten-Badminton auf internationaler Ebene gegründet. Die Gründungsländer waren: Großbritannien, Israel, Italien, Kroatien, Niederlande, Russland und die Schweiz. Das Ziel der IBAD war es, Behinderten-Badminton zu fördern, zu entwickeln und zu organisieren.

### PBWF – Parabadminton World Federation
2009 stimmte der BWF-Vorstand der Integration der PBWF in die BWF zu. Der Präsident der PBWF wird eingeladenes Mitglied des BWF-Vorstands. 2010 wurde eine offizielle BWF-Parabadminton-Arbeitsgruppe mit vier BWF- und fünf PBWF-Vertretern gegründet.

### BWF – Badminton World Federation
2011 endete die 16-jährige Selbstständigkeit für das Parabadminton. Parabadminton stand ab sofort unter der Schirmherrschaft der BWF und der Verband wurde aufgelöst. Parabadminton wurde während den Jahren umbenannt auf Para-Badminton und schließlich Para Badminton. 2021 nahm Parabadminton zum ersten Mal an den Paralympics teil. Eine Parabadminton-Kommission berät das Para-Badminton-Komitee fachlich und technisch. Die Kommission konzentriert sich auf die Bereiche Regelwerk, Medizin und Klassifizierung sowie Prozesse rund um Parabadminton-Turniere.

## Klassifizierung und Sportklassen
Die Klassifizierung in den Para-Sportarten wird von jedem internationalen Sportverband in der paralympischen Bewegung im Rahmen des IPC Athlete Classification Code und der internationalen Standards individuell geregelt. Die Klassifizierungssysteme unterscheiden sich von Sportart zu Sportart. Dies liegt daran, dass eine berechtigte Beeinträchtigung, ihr Schweregrad und ihr Ort, je nach der in jeder Sportart ausgeübten Aktivität, relativ geringe Auswirkungen auf eine Sportart und erhebliche Auswirkungen auf eine andere haben kann. Die Klassifizierung muss vor dem Wettkampf vorgenommen werden, damit die Athleten in eine Sportklasse oder eine Gruppe für den Wettkampf eingeteilt werden können. Der Klassifizierungsprozess ermöglicht es den Athleten, in eine Klasse eingeteilt zu werden, um in einem Turnier gegeneinander anzutreten. Der Klassifizierungsprozess beinhaltet eine medizinische Untersuchung und einige Badmintonaktivitäten, um den Klassifizierern zu zeigen, welche Badmintonbewegungen und -schläge für den Athleten leichter oder schwieriger sind. Während des Klassifizierungsprozesses wird dem Athleten eine Sportklasse zugewiesen. Den Athleten wird auch ein Sportklassenstatus zugewiesen (der angibt, wann Athleten überprüft werden sollten und wie ihre Sportklasse in Frage gestellt werden könnte). Das Klassifizierungsreglement gibt einen Rahmen vor, innerhalb dessen der Prozess der Klassifizierung stattfindet. Die Kriterien für die minimale Beeinträchtigung für jede der Sportklassen sind in den Klassifizierungsregeln beschrieben.

### 1995–2011
Über die Jahre gab es immer wieder Anfragen von den Mitgliedsländern, dass stärker beeinträchtigte Athleten in den jeweiligen Klassen unfair behandelt werden und es deshalb zusätzliche Klassen für diese Athleten geben müsse. Diesen Begehren wurde meist zugestimmt, was dazu führte, dass von Jahr zu Jahr mehr Klassen hinzukamen.
| 1995                                                       | 2004                                           | 2008                                           |
| ---------------------------------------------------------- | ---------------------------------------------- | ---------------------------------------------- |
| Sitzend                                                    | BMW1 (Rollstuhl Klasse 1)                      | W1 (Rollstuhl Klasse 1)                        |
| Rollstuhl Klasse 1 - Einschränkung der Rumpffunktion       | BMW2 (Rollstuhl Klasse 2)                      | W2 (Rollstuhl Klasse 2)                        |
| Rollstuhl Klasse 2 - keine Einschränkung der Rumpffunktion | BMW3 (Rollstuhl Klasse 3)                      | W3 (Rollstuhl Klasse 3)                        |
| Stehend Klasse 2 - Einschränkung am Oberkörper             | BMSTL1 (Stehend Unterhalb der Taille Klasse 1) | STL1 (Stehend Unterhalb der Taille Klasse 1)   |
| Stehend Klasse 2 - Einschränkung am Unterleib              | BMSTL2 (Stehend Unterhalb der Taille Klasse 2) | STL2a (Stehend Unterhalb der Taille Klasse 2a) |
|                                                            | BMSTL3 (Stehend Unterhalb der Taille Klasse 3) | STL2 (Stehend Unterhalb der Taille Klasse 2)   |
|                                                            | BMSTU4 (Stehend Oberhalb der Taille Klasse 1)  | STL3a (Stehend Unterhalb der Taille Klasse 3a) |
|                                                            | BMSTU5 (Stehend Oberhalb der Taille Klasse 2)  | STL3 (Stehend Unterhalb der Taille Klasse 3)   |
|                                                            | BMDST6 (Kleinwüchsige)                         | STU4 (Stehend Oberhalb der Taille Klasse 1)    |
|                                                            |                                                | STU5 (Stehend Oberhalb der Taille Klasse 2)    |
|                                                            |                                                | DST6 (Kleinwüchsige Klasse 1)                  |
|                                                            |                                                | DST7 (Kleinwüchsige Klasse 2)                  |

Viele Klassen haben den Vorteil, dass sich die Athleten fairer behandelt fühlen. Jedoch hatte dies zur Folge, dass es wegen den vielen Sportklassen nicht mehr genügend Athleten pro Sportklasse gab. Deshalb mussten immer wieder verschiedene Klassen zusammengelegt werden, um einen Wettkampf zu spielen. Somit haben die Athleten manchmal in der ihnen zugeteilten Klasse gespielt (= korrekte Klasse), manchmal mussten sie in der weniger beeinträchtigten Klasse spielen (= große Nachteile, da sie stärker beeinträchtigt sind) und manchmal durften sie in einer stärker beeinträchtigten Klasse spielen (= große Vorteile, da sie weniger beeinträchtigt sind, wodurch der Fairness-Aspekt auf der Strecke blieb).
Weitere Nachteile dieses Systems waren:
- kein «sauberes» Ranking, da immer in unterschiedliche zusammen gelegten Sportklassen gespielt wurde
- geringe Chancen sich mit so vielen Klassen sich für die Paralympics zu empfehlen.

Bereits vor der Integration von IBAD/PBWF in BWF wurde deshalb entschieden, das komplette Klassifizierungssystem zu überarbeiten und die Sportklassen zu reduzieren.

### 2012 – heute
An der PBWF-Hauptversammlung, vom 3. Juni 2011 in Dortmund wurde ein überarbeitetes Klassifikationssystem durch Silvia Albrecht (Schweiz) und Jim Mackay (Wales) vorgestellt. Dieses sah nur noch sechs statt zwölf Klassen vor. Nach der Annahme des Klassifikationssystems mussten alle Athleten neu klassifiziert werden. Die Athleten müssen in eine von sechs Sportklassen zugeteilt werden. Diese stellen sicher, dass sich die Athleten – je nach körperlicher Beeinträchtigung – mit gleich beeinträchtigten Athleten messen können und die Fairness im Parabadminton gewährleistet ist.
| WH1 (Wheelchair 1)     | Die Athleten/-innen benötigen einen Rollstuhl und haben in der Regel eine Beeinträchtigung der Beine und des Rumpfes. Rumpfstabilität: schwach bis schlecht.                                                                                             |
| WH2 (Wheelchair 2)     | Die Athleten/-innen spielen im Rollstuhl. Sie haben eine Beeinträchtigung an einem oder beiden Beinen und eine minimale oder keine Beeinträchtigung des Rumpfes. Rumpfstabilität: normal.                                                                |
| SL3 (Standing Lower 3) | Die Athleten/-innen spielen stehend. Sie haben eine Beeinträchtigung an einem oder beiden Beinen und ein schlechtes Gleichgewicht beim Gehen/Laufen. |
| SL4 (Standing Lower 4) | SL4 ist eine zweite Stehendklasse, bei der die Athleten/-innen im Vergleich zur Sportklasse SL3 eine geringere Beeinträchtigung haben. Sie haben eine Beeinträchtigung an einem oder beiden Beinen und eine minimale Beeinträchtigung beim Gehen/Laufen. |
| SU5 (Standing Upper 5) | Die Athleten/-innen spielen stehend und haben vorwiegend Einschränkungen in den oberen Extremitäten. |
| SH6 (Short Stature 6)  | Die Athleten/-innen sind kleinwüchsig aufgrund einer genetischen Veranlagung. |

Die neusten Klassifizierungsdokumente sind auf der BWF-Webseite veröffentlicht.

## Wettkämpfe
Wie im Badminton treten die Parabadminton-Sportler im Damen- und Herreneinzel, im Damen- und Herrendoppel sowie im gemischten Doppel an.

### Doppel- und Mixedkombinationen für alle Wettkämpfe
Die folgenden Regeln gelten für Doppel und Mixed - (Sportklasse = Punkte):
| Zeichen | Wettkampf                            | Sportklasse   | Punkte                    | Erlaubte Kombinationen                            | Nicht erlaubt                       |
| ------- | ------------------------------------ | ------------- | ------------------------- | ------------------------------------------------- | ----------------------------------- |
| (1)     | Herrendoppel Damendoppel Mixeddoppel | WH 1 & WH 2   | Ein Maximum von 3 Punkten | WH 1 + WH 2 (WH 1 + WH 1)                         | WH 2 + WH 2                         |
| (2)     | Herrendoppel                         | SL 3 & SL 4   | Ein Maximum von 7 Punkten | SL 3 + SL 4 (SL 3 + SL 3)                         | SL 4 + SL 4 SL 3 + SU 5 SL 4 + SU 5 |
| (3)     | Herrendoppel                         | SU 5          | Keine Limitierung         | SU 5 + SU 5 (oder alle anderen Kombinationen)     |                                     |
| (4)     | Damendoppel Mixeddoppel              | SL 3 bis SU 5 | Ein Maximum von 8 Punkten | SL 3 + SU 5 SL 4 + SL 4 (SL 3 + SL 4 SL 3 + SL 3) | SL 4 + SU 5 SU 5 + SU 5             |

### Internationale Wettkämpfe
Bei internationalen Wettkämpfen müssen immer alle Wettkämpfe offeriert werden.
| Wettkämpfe   | Rollstuhlklassen    | Rollstuhlklassen    | Stehendklassen      | Stehendklassen      | Stehendklassen      | Kleinwüchsige |
| Wettkämpfe   | WH 1                | WH 2                | SL 3                | SL 4                | SU 5                | SH 6          |
| ------------ | ------------------- | ------------------- | ------------------- | ------------------- | ------------------- | ------------- |
| Herreneinzel | X                   | X                   | X                   | X                   | X                   | X             |
| Dameneinzel  | X                   | X                   | X                   | X                   | X                   | X             |
| Herrendoppel | (1) ◀––– X –––▶ (1) | (1) ◀––– X –––▶ (1) | (2) ◀––– X –––▶ (2) | (2) ◀––– X –––▶ (2) | (3) X (3)           | X             |
| Damendoppel  | (1) ◀––– X –––▶ (1) | (1) ◀––– X –––▶ (1) | (4) ◀––– X –––▶ (4) | (4) ◀––– X –––▶ (4) | (4) ◀––– X –––▶ (4) | X             |
| Mixeddoppel  | (1) ◀––– X –––▶ (1) | (1) ◀––– X –––▶ (1) | (4) ◀––– X –––▶ (4) | (4) ◀––– X –––▶ (4) | (4) ◀––– X –––▶ (4) | X             |

## Dokumente
| 1995 | IBAD-Satzung und -Klassifikation |
| 1995 | IBAD-Regularien 1995             |
| 1998 | IBAD-Klassifikation              |
| 2000 | IBAD-Wettkampfregeln             |
| 2000 | IBAD-Regularien 2000             |